# Carlo Fatuzzo
Carlo Fatuzzo (Genova, 14 marzo 1944) è un politico e pensionato italiano, leader del Partito Pensionati.

## Biografia
Diploma di ragioniere e perito commerciale.
In occasione delle elezioni politiche del 1979 costituisce un movimento politico denominato Partito Cristiano di Azione Sociale che si presenta alla Camera solo nella circoscrizione di Brescia-Bergamo. La lista, che aveva come simbolo uno scudo bianco con un ramoscello d'ulivo, raccoglie 3.115 voti e Fatuzzo, capolista, ottiene 415 preferenze.
Con lo stesso partito si ripresenta alle elezioni politiche del 1983 sempre solo nella circoscrizione di Brescia e Bergamo. Alla Camera raccoglie 6 354 voti (Fatuzzo, capolista, 894 preferenze). Il partito si presenta anche al Senato solo in Lombardia dove ottiene poco più di dodicimila voti.
I risultati scarsi e la presenza limitata alla realtà di Bergamo portano Fatuzzo allo scioglimento del partito.
Dal 1985 al 1990 è consigliere comunale a Bergamo, dal 1990 al 1995 è sia consigliere regionale sia provinciale.
Per le elezioni politiche del 1987 si impegna nella costituzione di un partito per la difesa dei pensionati. Per le politiche intanto non si presenta in modo autonomo, ma stringe un'alleanza con la Liga Veneta e nasce la lista Liga Veneta - Pensionati Uniti. Fatuzzo è capolista alla Camera sempre nella circoscrizione Brescia-Bergamo dove raccoglie 2 135 preferenze, senza risultare eletto.
Il 19 ottobre 1987 fonda il Partito Pensionati, di cui è segretario nazionale fino al 2004.
Nel 1994, in occasione delle elezioni europee, è stato candidato indipendente nelle liste di Alleanza Nazionale, raccogliendo 6 749 preferenze senza tuttavia risultare eletto.
Nel 1995 è stato candidato alla presidenza della Regione Lombardia per il suo partito, raccogliendo il 2%.
Nel 1996 si candida alla Camera nel collegio di Albino: sostenuto dal Polo per le Libertà, ottenne il 21,45% dei voti e fu superato sia dal rappresentante dell'Ulivo sia da quello della Lega Nord Roberto Calderoli, risultato poi vincitore.
In occasione delle elezioni europee del 1999 è riuscito a portare il suo partito allo 0,75% a livello nazionale e conquistare un seggio al Parlamento europeo di Strasburgo
Nel 2000 ha sostenuto il centrodestra e Roberto Formigoni nella corsa alla presidenza della Regione Lombardia.
Nel 2004 è rieletto per la seconda volta al Parlamento Europeo per la lista dei Pensionati (attestatasi all'1,15%), nella circoscrizione nord-ovest, ricevendo 10 761 preferenze.
Al Parlamento Europeo è iscritto al gruppo parlamentare del Partito Popolare Europeo ed è membro della Commissione per l'occupazione e gli affari sociali; della Commissione per gli affari esteri; della Sottocommissione per la sicurezza e la difesa; Delegazione per le relazioni con gli Stati Uniti; della Delegazione per le relazioni con il Giappone.
Il 6 febbraio 2006, dopo un incontro a Bologna con Romano Prodi, Fatuzzo si è schierato (in vista delle elezioni politiche del 9 aprile) con L'Unione ed ha dichiarato finita l'alleanza tra i pensionati e il centrodestra, in quanto il Governo Berlusconi ha "disatteso alcune promesse".
Il 20 novembre 2006 ha dichiarato che il suo movimento sarebbe tornato nel centrodestra confluendo in Forza Italia e aderendo alle manifestazioni contro la finanziaria del Governo Prodi. Decisione che è stata ratificata dall'Assemblea nazionale del partito, composta da 24 persone.
Si candida consigliere alle elezioni comunali a Crema del 2017 e ottiene una sola preferenza non venendo eletto.
Alle elezioni politiche del 4 marzo 2018 viene eletto alla Camera dei deputati nel collegio plurinominale Lombardia 2 - 01 con la lista di Forza Italia.
È noto per la sua attività di consulenza pensionistica attraverso decine di emittenti televisive locali italiane e per la sua frase d'effetto in conclusione dei suoi interventi alla Camera: "Pensionati, all'attacco!"